# 마들렌 르메르
마들렌 르메르(Madeleine Lemaire), 혼전명 잔 마들렌 콜(Jeanne Magdelaine Colle)은 프랑스의 화가, 삽화가이자 사교계 여성으로, 1845년 5월 24일 레자르크에서 태어나 1928년 4월 8일 파리 8구에서 사망하였다.
그녀는 마르셀 프루스트의 <잃어버린 시간을 찾아서>의 등장인물, 베르뒤랭 부인에 영감을 준 모델 중 한명이다.

## 생애
잔 마들렌 콜은 시청 공무원 카지미르 루이 필리프 르메르와 1865년 5월 10일 파리 8구에서 결혼하였다. 마들렌 르메르는 잔마틸드 에르블랭(1820-1904)와 샤를 샤플랭의 제자였다.

## 작품

마들렌 르메르의 작품
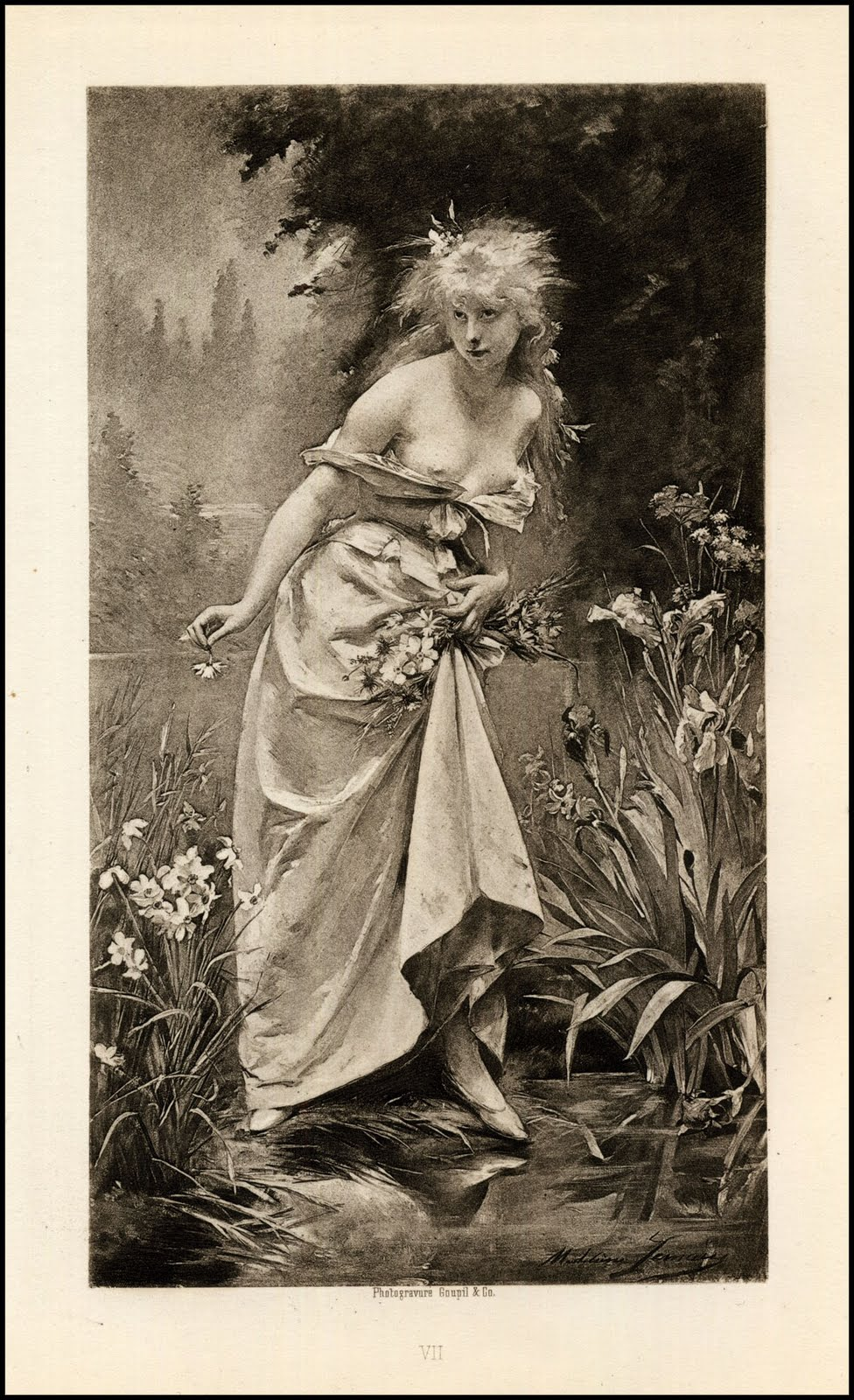
Ophélie (1880년 살롱).
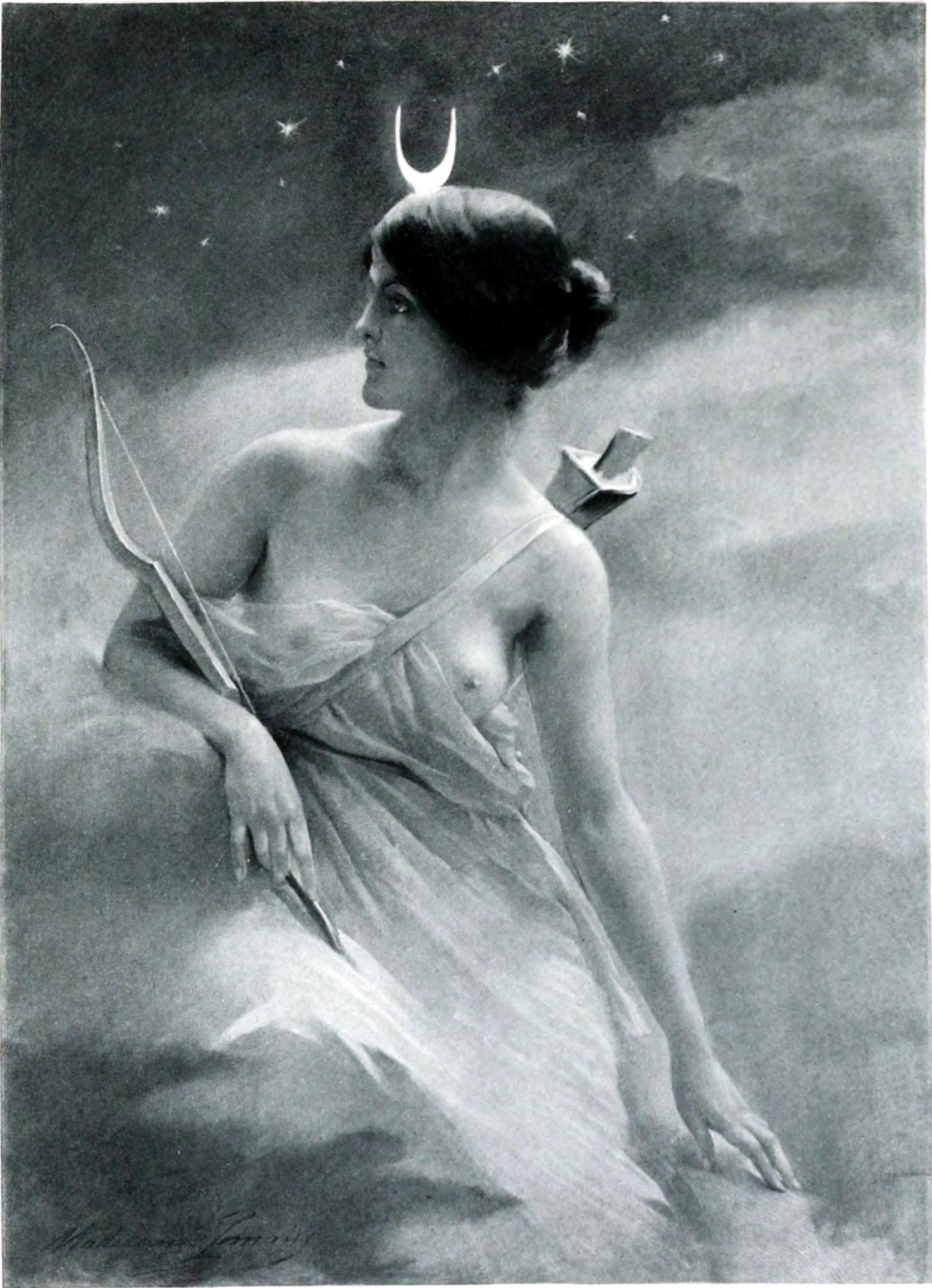
Phœbé (1896년 살롱).
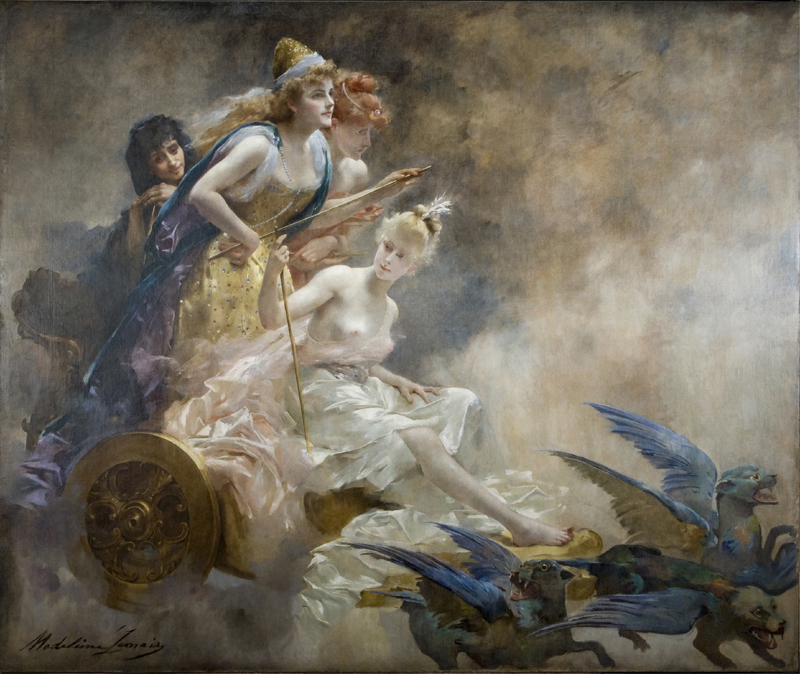
Le Char des fées, Madeleine Lemaire, huile sur toile, vers 1892, 240 x 250 cm, 디에프 미술관 소장품

마들렌 르메르의 작품으로 추정되는 작품
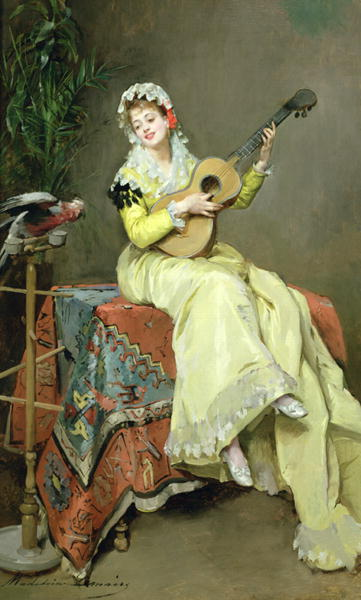
Un Moment musical
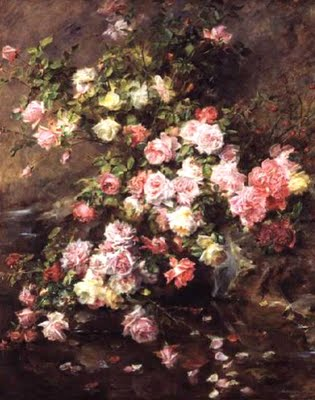
Roses
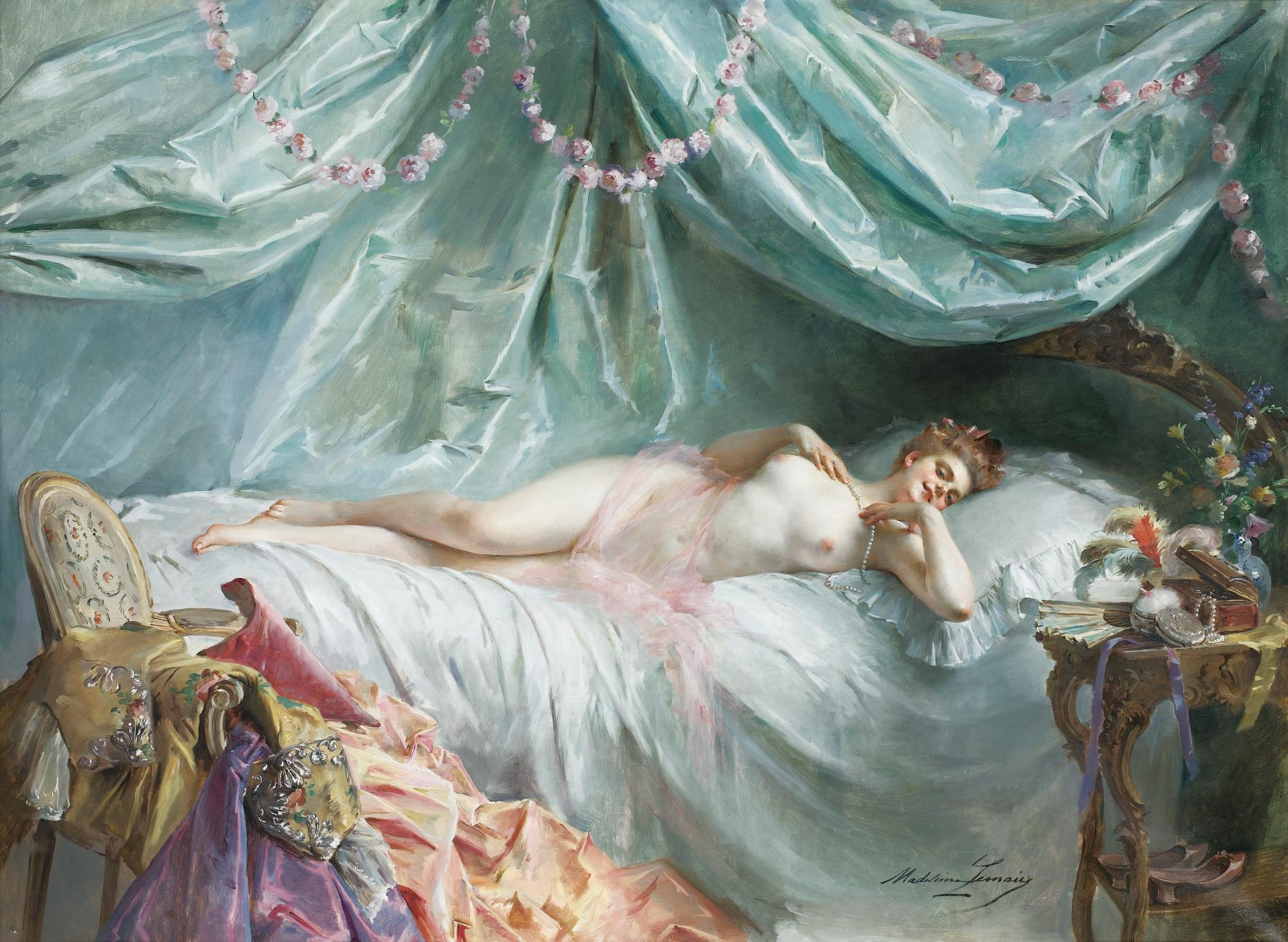
La Volupté
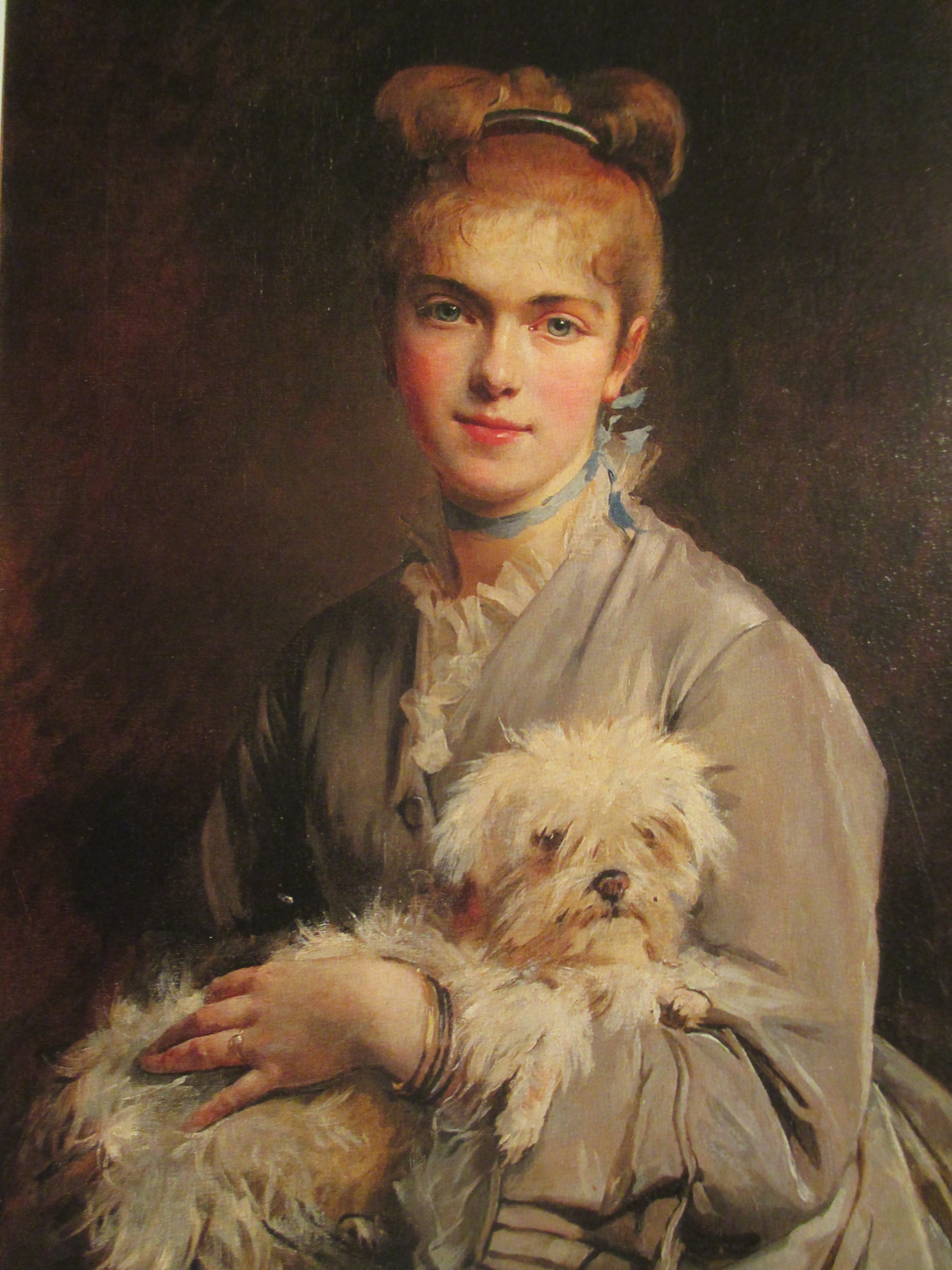
Portrait de Colette Dumas (알렉상드르 뒤마 피스의 딸).

## 참고

### 참고 문헌
- 도미니크 (마르셀 프루스트의 필명), "마들렌 르메르 부인의 살롱Le salon de Mme Madeleine Lemaire", <피가로>, 1903년 5월 11일.
- 앙드레 제르맹, <프루스트의 열쇠Les Clés de Proust>, 파리, 선 출판사, 1953.
- 베르나르 그라생샹페르노, <프루스트의 시대의 여류 화가와 살롱. 마들렌 르메르부터 베르트 모리소까지Femmes peintres et salons au temps de Proust, de Madeleine Lemaire à Berthe Morisot>, 파리, 아장 출판사, 2010 ISBN 2-7541-0454-2. Catalogue de l'exposition du musée Marmottan Monet.
- 앙리 라치모프, <마르셀 프루스트의 되찾은 파리Le Paris retrouvé de Marcel Proust>, 파리, 파리그람, 2005, p.102-107.
- 《Bénézit》. 2010. ISBN 978-0-19-977378-7. 2017년 10월 24일에 원본 문서에서 보존된 문서. 2020년 12월 13일에 확인함. .
- J. P. A., Akoun (2005). Madeleine 《Akoun CV : XIX : XX Répertoire biographique d'artistes de tous pays des XIXe et XXe siècles》 |url= 값 확인 필요 (도움말). ISBN 978-2-85917-429-3.
- 이브 위로, <마들렌 르메르. 마르셀 프루스트의 친구Madeleine Lemaire, une amie de Marcel Proust>, 파리, 라르마탕, 2015 ISBN 978-2-343-05989-1

### 같이 보기
- 마르셀 프루스트의 주변 인물